# Больница Красного Креста, построенная на средства М. М. Рукавишникова
Больница Красного Креста, построенная на средства М. М. Рукавишникова — памятник градостроительства и архитектуры в историческом центре Нижнего Новгорода. Построена в 1910—1911 годах.      
В предмет охраны объекта культурного наследия входят: корпус больницы 1911 года и высокохудожественная ограда с воротами и кованой решёткой.            

## История
Территория, где в будущем расположилось здание больницы, находится в центральной части Нижнего Новгорода, примыкая к склону Волжского откоса. Участок исторически входил в состав Верхнего Посада, в границах укреплений средневекового Малого острога. 
В XIX веке территория претерпела существенные градостроительные изменения. В 1835 году был утверждён проект верхней набережной Волги, разработанный архитектором И. Е. Ефимовым и инженером П. Д. Готманом. К началу 1840-х годов спрямлена и укреплена часть береговой бровки, овраги засыпаны, устроено дорожное полотно, частично мощёное булыжником. По фиксационному плану 1859 года, на территории участка находилось девять домовладений. Каменные строения усадеб фиксировали красную линию улицы Жуковской (сегодня — Минина), а на набережную выходили сады и огороды. 
Застройка на участке появилась в течение XX века. В 1908 году усадебный участок земли на Верхне-Волжской набережной был отдан в дар нижегородским купцом Митрофаном Михайловичем Рукавишниковым Российскому обществу Красного Креста. На его же средства была выстроена лечебница, которая 14 ноября 1913 года приняла первых больных. 
Изначально здание больницы было двухэтажным, сложным в плане, располагалось с отступом от красной линии застройки набережной. Перед главным фасадом была выстроена ограда с воротами из оштукатуренных кирпичных столбов с завершениями в виде треугольного или полукруглого фронтона и кованой решётки. В период 1913—1916 годов больницей были выкуплены соседние участки земли со зданиями и сооружениями, где были размещены вспомогательные службы и отделения больницы. 
В советский период здание больницы было перестроено. В 1930-х — 1950-х годах оно было надстроено ещё одним этажом, фасад упрощён, слева вплотную пристроен объём рядового в архитектурном плане нового корпуса (№ 22). 
В настоящее время в здании расположена городская клиническая больница № 3.                                   